# Виртуална и стварна померања
У систему материјалних тачака је положај сваке тачке у систему одређен вектором положаја ri. Стварно померање тачке Mi је промена положаја тачке за dr=vdt, услед елементарног прираштаја времена.  
Виртуално померање је замишљено, чисто геометријско померање тачке у неки близак положај, невезано са протоком времена, које је могуће због присуства везе у систему тачака. При налажењу виртуалног померања се време сматра константним, а везе се „замрзну“.